# Бахтин, Александр Викторович
Александр Викторович Бахтин (20 января 1971, Москва, СССР) — российский футболист и игрок в мини-футбол. Играл на позиции полузащитника. Тренер.

## Карьера
Воспитанник школы московского «Торпедо». С 1992 по 1993 годы играл за столичный клуб КФК «Автодор». В 1994 году выступал за финский клуб «КаукПа-85», параллельно играл за московские мини-футбольные клубы КСМ-24 и «Новорусь». Начало сезона 1995 года провёл в «Монолите», однако сезон завершил в «Океане». В следующем сезоне перебрался в новороссийский «Черноморец». 16 марта 1996 года в домашнем матче 3-го тура против «КАМАЗа», выйдя на поле на 81-й минуте встречи вместо Арамаиса Епископосяна, дебютировал за «Черноморец» в высшем дивизионе. С 1997 по 1999 годы играл за ногинский «Автомобилист». В 2000 году выступал за «Металлург» Новокузнецк. В 2001 году перешёл в возрождающейся «Терек». Летом 2001 года вместе с одноклубниками Автандилом Оруджевым и Дмитрием Кудиновым перебрался в азербайджанский клуб «Карабах-Азерсун», за который дебютировал в первом же туре сезона 2001/02 в домашнем матче против бакинского «Динамо». Во время матча 17-го тура чемпионата Азербайджана, который состоялся в декабре 2001 года между клубами «Шахдаг» и «Карабах-Азерсун» в городе Кусары за 10 минут до конца матча, при счёте 0:0, оказался в центре беспорядков, устроенных кусарскими болельщиками. В сезоне 2001/2002 годов провёл 17 матчей, в которых забил 2 мяча. Тот чемпионат Азербайджана не был признан УЕФА. Следующий сезон проводился неофициально, а сам Бахтин перешёл в любительский клуб из Видного. В 2004 году играл за «Видное» во втором дивизионе, этот сезон стал для него последним в профессиональной карьере.